# Mehmels
Mehmels település Németországban, azon belül Türingiában. Lakosainak száma 340 fő (2023. december 31.). Mehmels Wahns és Rippershausen községekkel határos.

## Népesség
A település népességének változása:
| Lakosok száma | 349  | 334  | 343  | 342  | 343  | 340  |
|               | 2014 | 2017 | 2019 | 2021 | 2022 | 2023 |